# All Night Long (chanson d'Ami Suzuki)
Pour les articles homonymes, voir All Night Long.
Singles de Ami Suzuki
Alone in My Room
(1998) White Key
(1998)
All Night Long, écrit all night long, est le 3e single de Ami Suzuki, sorti en 1998.

## Présentation
Le single sort le 5 novembre 1998 au Japon sous le label True Kiss Disc de Sony Music Japan, coécrit et produit par Tetsuya Komuro. Il ne sort qu'un mois et demi après le précédent, Alone in My Room.
Il atteint la 2e place du classement de l'Oricon. Il se vend à 133 740 exemplaires la première semaine, et reste classé pendant 16 semaines, pour un total de 396 000 exemplaires vendus durant cette période.
La chanson-titre a été utilisée comme thème musical pour une campagne publicitaire de la marque de snowboard Kissmark. Komuro en a écrit les paroles avec Marc Panther, son compère du groupe globe. Elle figurera sur le premier album de la chanteuse, SA qui sortira l'année suivante, puis sur sa compilation FUN for FAN de 2001.
Le single contient aussi deux versions remixées de la chanson-titre, une de Komuro et l'autre de Dave Ford, en plus de la version instrumentale.

## Liste des titres
Toutes les paroles sont écrites par Tetsuya Komuro et Marc Panther, toute la musique est composée par Tetsuya Komuro.
| 1. | all night long (single mix)                                  | 4:58 |
| 2. | all night long (Intensive Trip Remix) (remixé par Dave Ford) | 5:52 |
| 3. | all night long (Extended Mix)                                | 6:48 |
| 4. | all night long (Instrumental)                                | 4:58 |